# Saint-Pantaléon (Vaucluse)
Pour les articles homonymes, voir Saint-Pantaléon.
Saint-Pantaléon est une commune française, située dans le département de Vaucluse en région Provence-Alpes-Côte d'Azur. Elle tire son nom d'un personnage de l'Église catholique, saint Pantaléon.

## Géographie

### Localisation
Petit village du Luberon situé entre Gordes et Goult. Avec seulement 78 hectares d'un territoire vallonné, il s'agit de la plus petite commune du département.
| Gordes | Gordes          | Goult |
| Gordes | Saint-Pantaléon | Goult |
| Goult  | Goult           | Goult |

### Géologie et relief
Saint Pantaléon est sur le secteur du parc naturel régional du Luberon.

### Voies de communications et transports

#### Voies routières
L'on y accède par la route départementale 148 ou par la route départementale 104 depuis les communes de Gordes et de Goult qui l'encerclent totalement.

#### Transports en commun
- Transport en Provence-Alpes-Côte d'Azur

#### Lignes SNCF
La gare TGV la plus proche est la gare d'Avignon TGV. La commune est desservie par les sorties de l'autoroute A7 à Avignon Sud ou Cavaillon.

### Sismicité
À l'exception des cantons de Bonnieux, Apt, Cadenet, Cavaillon, et Pertuis classés en zone Ib (risque faible), tous les cantons du département de Vaucluse sont classés en zone Ia (risque très faible).
Ce zonage correspond à une sismicité ne se traduisant qu'exceptionnellement par la destruction de bâtiments.

### Hydrographie et eaux souterraines
Les eaux souterraines proches : Fontaine de Vaucluse, Source quartiez Le carlet.
Pour assurer la protection des eaux souterraines, la commune dispose d'une station d'épuration de 250 équivalent-habitants.

### Climat
Pour des articles plus généraux, voir Climat de Provence-Alpes-Côte d'Azur et Climat de Vaucluse.
En 2010, le climat de la commune est de type climat méditerranéen franc, selon une étude du Centre national de la recherche scientifique s'appuyant sur une série de données couvrant la période 1971-2000. En 2020, Météo-France publie une typologie des climats de la France métropolitaine dans laquelle la commune est exposée à un climat méditerranéen et est dans la région climatique  Provence, Languedoc-Roussillon, caractérisée par une pluviométrie faible en été, un très bon ensoleillement (2 600 h/an), un été chaud (21,5 °C), un air très sec en été, sec en toutes saisons, des vents forts (fréquence de 40 à 50 % de vents > 5 m/s) et peu de brouillards. 
Pour la période 1971-2000, la température annuelle moyenne est de 13,5 °C, avec une amplitude thermique annuelle de 17,2 °C. Le cumul annuel moyen de précipitations est de 666 mm, avec 6,2 jours de précipitations en janvier et 2,6 jours en juillet. Pour la période 1991-2020, la température moyenne annuelle observée sur la station météorologique de Météo-France la plus proche, « Cabrières d'Avignon », sur la commune de Cabrières-d'Avignon à 5 km à vol d'oiseau, est de 14,0 °C et le cumul annuel moyen de précipitations est de 696,9 mm. 
La température maximale relevée sur cette station est de 43,2 °C, atteinte le 28 juin 2019 ; la température minimale est de −15,2 °C, atteinte le 7 janvier 1985,,. 
Les paramètres climatiques de la commune ont été estimés pour le milieu du siècle (2041-2070) selon différents scénarios d'émission de gaz à effet de serre à partir des nouvelles projections climatiques de référence DRIAS-2020. Ils sont consultables sur un site dédié publié par Météo-France en novembre 2022.

## Urbanisme

### Typologie
Au 1er janvier 2024, Saint-Pantaléon est catégorisée commune rurale à habitat dispersé, selon la nouvelle grille communale de densité à sept niveaux définie par l'Insee en 2022.
Elle appartient à l'unité urbaine d'Avignon, une agglomération inter-régionale regroupant 59  communes, dont elle est une commune de la banlieue,,. La commune est en outre hors attraction des villes,.

### Occupation des sols
L'occupation des sols de la commune, telle qu'elle ressort de la base de données européenne d’occupation biophysique des sols Corine Land Cover (CLC), est marquée par l'importance des territoires agricoles (88,6 % en 2018), une proportion identique à celle de 1990 (88,6 %). La répartition détaillée en 2018 est la suivante : 
cultures permanentes (60,3 %), zones agricoles hétérogènes (28,3 %), forêts (11,4 %). L'évolution de l’occupation des sols de la commune et de ses infrastructures peut être observée sur les différentes représentations cartographiques du territoire : la carte de Cassini (XVIIIe siècle), la carte d'état-major (1820-1866) et les cartes ou photos aériennes de l'IGN pour la période actuelle (1950 à aujourd'hui).

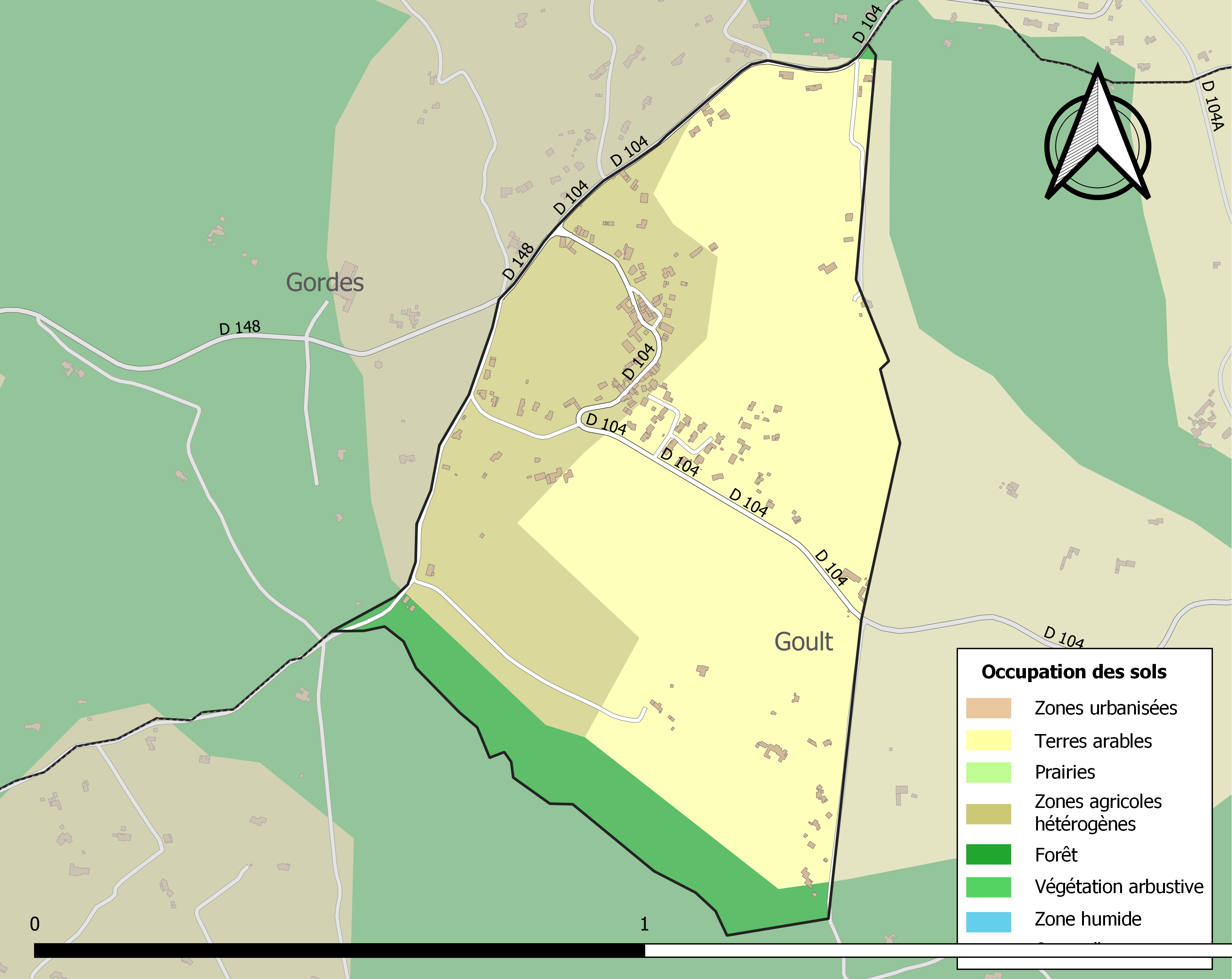
Carte des infrastructures et de l'occupation des sols de la commune en 2018 (CLC).

## Histoire
Le nom de Saint-Pantaléon provient d'un personnage de l'Église catholique, un médecin ayant soigné les malades au nom du Christ qui fut déclaré martyr et nommé patron des médecins.
Présence néolithique (stations des Roches et des Forans, plateau de La Roque)
Citée en 998 Cella S.Pantaleonis.
Ancien fief des seigneurs de Gordes, Saint-Pantaléon sera érigée en marquisat en 1690.

### Toponymie
Sant Pantalí en provençal,

### Héraldique
| Armes de Saint-Pantaléon | Les armes peuvent se blasonner ainsi : D'azur au caducée d'or, au chef du même chargé d'une fleur de lys, accostée de deux tours, le tout d'azur. |

## Politique et administration
Petite mairie, mais a son propre plan d'occupation des sols.
Saint-Pantaléon dépend des communes voisines pour le reste des services publics (gendarmerie, service d'incendie et de secours, poste...).
| Période                                  | Période   | Identité           | Étiquette | Qualité |
| ---------------------------------------- | --------- | ------------------ | --------- | ------- |
| mars 2001                                | mars 2008 | Magdeleine Giacomo |           |         |
| mars 2008                                | En cours  | Luc Mille          |           |         |
| Les données manquantes sont à compléter. |           |                    |           |         |

### Fiscalité
| Taxe                                                | part communale | Part intercommunale | Part départementale | Part régionale |
| --------------------------------------------------- | -------------- | ------------------- | ------------------- | -------------- |
| Taxe d'habitation (TH)                              | 7,47 %         | 0,00 %              | 7,55 %              | 0,00 %         |
| Taxe foncière sur les propriétés bâties (TFPB)      | 9,92 %         | 0,00 %              | 10,20 %             | 2,36 %         |
| Taxe foncière sur les propriétés non bâties (TFPNB) | 47,00 %        | 0,00 %              | 28,96 %             | 8,85 %         |
| Taxe professionnelle (TP)                           | 00,00 %        | 18,00 %             | 13,00 %             | 3,84 %         |

La part régionale de la taxe d'habitation n'est pas applicable.

### Budget et fiscalité 2016
En 2016, le budget de la commune était constitué ainsi :
- total des produits de fonctionnement : 118 000 €, soit 557 € par habitant ;
- total des charges de fonctionnement : 117 000 €, soit 556 € par habitant ;
- total des ressources d’investissement : 91 000 €, soit 430 € par habitant ;
- total des emplois d’investissement : 86 000 €, soit 405 € par habitant.
- endettement : 94 000 €, soit 444 € par habitant.

Avec les taux de fiscalité suivants :
- taxe d’habitation : 7,42 % ;
- taxe foncière sur les propriétés bâties : 9,92 % ;
- taxe foncière sur les propriétés non bâties : 47,00 % ;
- taxe additionnelle à la taxe foncière sur les propriétés non bâties : 0,00 % ;
- cotisation foncière des entreprises : 0,00 %.

Chiffres clés Revenus et pauvreté des ménages en 2014 : Médiane en 2014 du revenu disponible, par unité de consommation : 20 038 €.

## Population et société

### Démographie

#### Évolution démographique
L'évolution du nombre d'habitants est connue à travers les recensements de la population effectués dans la commune depuis 1793. Pour les communes de moins de 10 000 habitants, une enquête de recensement portant sur toute la population est réalisée tous les cinq ans, les populations de référence des années intermédiaires étant quant à elles estimées par interpolation ou extrapolation. Pour la commune, le premier recensement exhaustif entrant dans le cadre du nouveau dispositif a été réalisé en 2008.

En 2022, la commune comptait 207 habitants, en évolution de −1,9 % par rapport à 2016 (Vaucluse : +1,73 %, France hors Mayotte : +2,11 %).
| 1793 | 1800 | 1806 | 1821 | 1831 | 1836 | 1841 | 1846 | 1851 |
| ---- | ---- | ---- | ---- | ---- | ---- | ---- | ---- | ---- |
| 85   | 83   | 77   | 91   | 106  | 99   | 93   | 93   | 114  |

| 1856 | 1861 | 1866 | 1872 | 1876 | 1881 | 1886 | 1891 | 1896 |
| ---- | ---- | ---- | ---- | ---- | ---- | ---- | ---- | ---- |
| 107  | 120  | 120  | 127  | 127  | 92   | 97   | 71   | 86   |

| 1901 | 1906 | 1911 | 1921 | 1926 | 1931 | 1936 | 1946 | 1954 |
| ---- | ---- | ---- | ---- | ---- | ---- | ---- | ---- | ---- |
| 85   | 93   | 88   | 82   | 66   | 64   | 67   | 62   | 63   |

| 1962 | 1968 | 1975 | 1982 | 1990 | 1999 | 2006 | 2008 | 2013 |
| ---- | ---- | ---- | ---- | ---- | ---- | ---- | ---- | ---- |
| 82   | 98   | 88   | 91   | 122  | 177  | 187  | 190  | 208  |

| 2018 | 2022 | - | - | - | - | - | - | - |
| ---- | ---- | - | - | - | - | - | - | - |
| 189  | 207  | - | - | - | - | - | - | - |

### Enseignement
Établissements d'enseignements proches :
- Écoles maternelles et primaires à Gordes, Ménerbes, Cabrières d'Avignon,
- Collège à Cabrières d'Avignon,
- Lycées à L'Isle-sur-la-Sorgue.

### Santé
Professionnels et établissements de santé :
- Médecins à Gould, Roussillon[30],
- Pharmacies à Gordes, L'Isle-sur-la-Sorgue, Cavaillon[31], etc.

### Cultes
Culte catholique, paroisse de Bonnieux, Diocèse d'Avignon.

## Économie locale
- Carrières de calcaire en limite avec Gordes.

### Agriculture
- Arbres fruitiers (cerisiers et bigarreaux).
- Vigne, raisin de table. La commune produit des vins AOC ventoux. Les vins qui ne sont pas en appellation d'origine contrôlée peuvent revendiquer, après agrément le label vin de pays d'Aigues[33]

### Tourisme
Comme l'ensemble des communes du Luberon, le tourisme joue un rôle, directement ou indirectement, dans l'économie locale.
On peut considérer trois principales sortes de tourisme en Luberon. Tout d'abord, le tourisme historique et culturel qui s'appuie sur un patrimoine riche des villages perchés ou sur des festivals. Ensuite, le tourisme détente qui se traduit par un important développement des chambres d'hôtes, de l'hôtellerie et de la location saisonnière, par une concentration importante de piscines et par des animations comme des marchés provençaux. Enfin, le tourisme vert qui profite des nombreux chemins de randonnées et du cadre protégé qu'offrent le Luberon et ses environs.

## Lieux et monuments

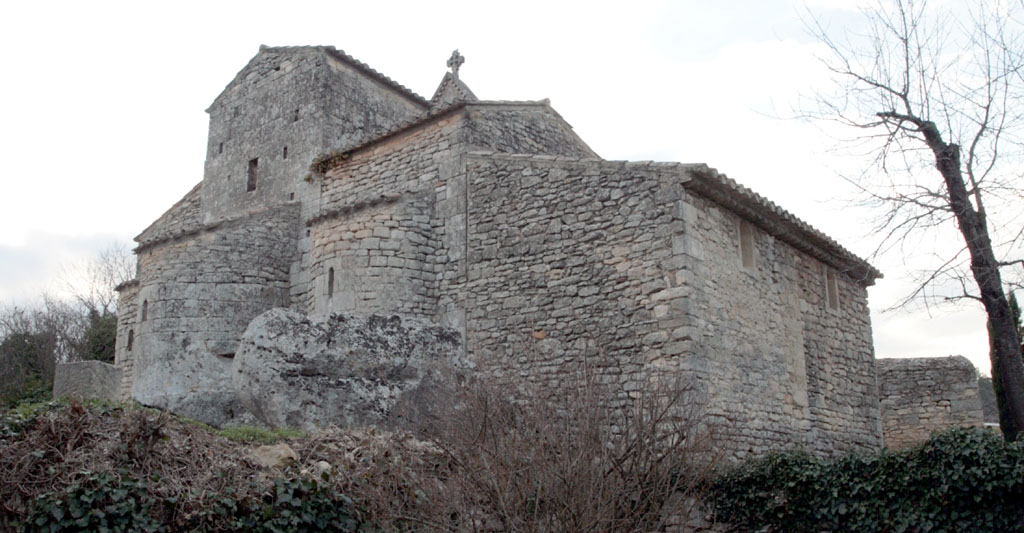
L'église du XIIe siècle
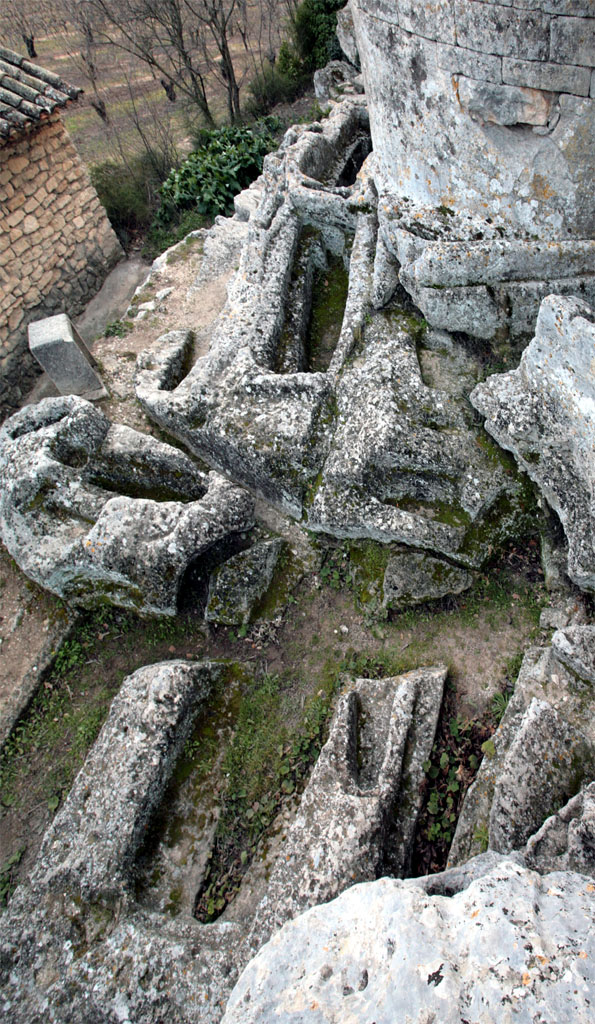
La nécropole rupestre
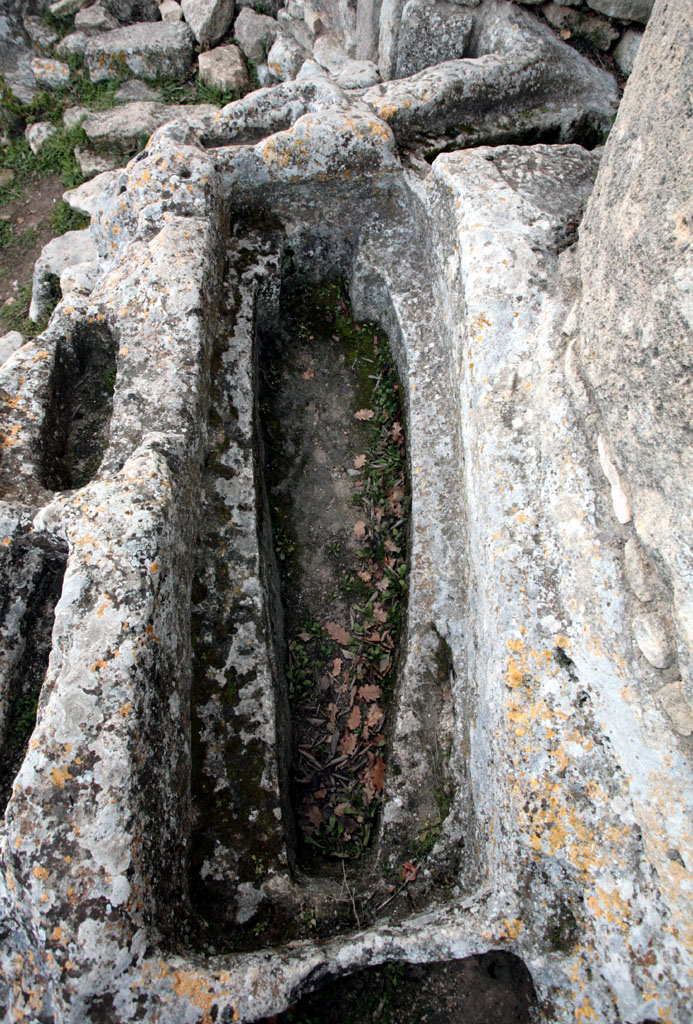
Détail de l'une des tombes
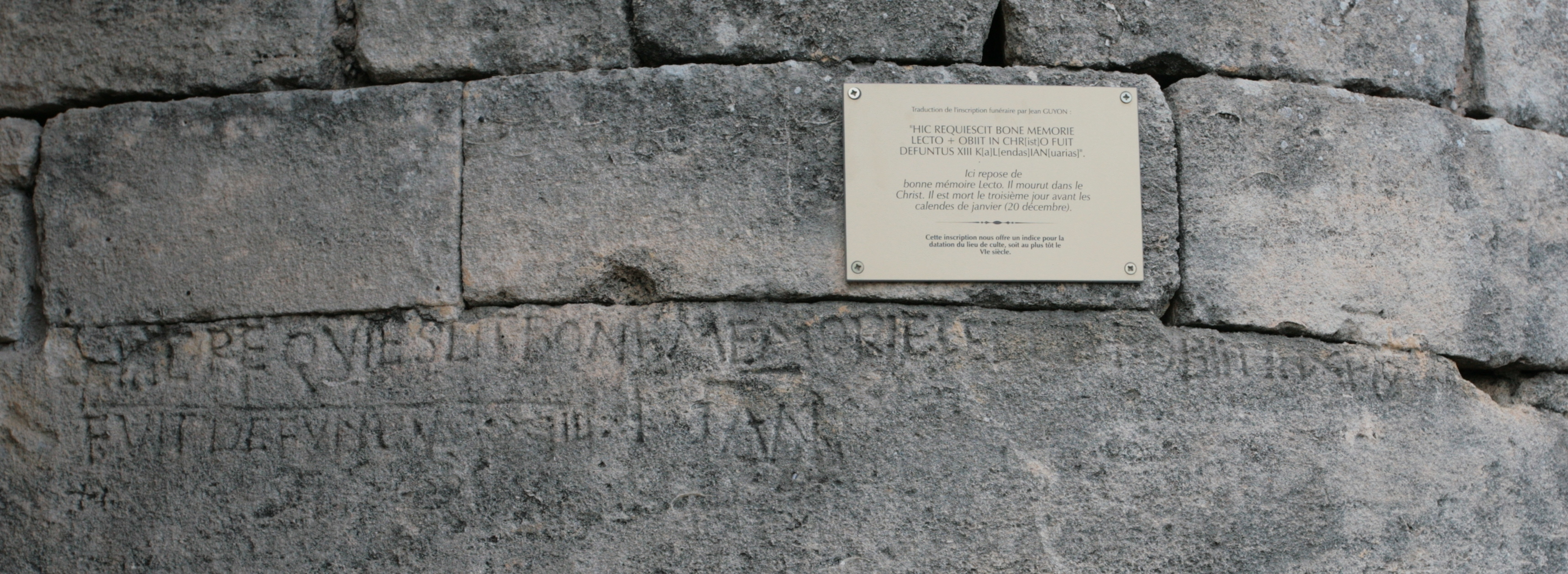
Inscription funéraire (mur de l'église)

- Église de Saint-Pantaléon : cet édifice roman du XIe siècle a subi des transformations au XIIe siècle[35].

En 1727, on lui a adjoint une chapelle votive rappelant la grande peste qui venait de ravager la Provence. Construit en petit et moyen appareil, l'église comporte trois nefs. À son chevet a été aménagée une nécropole rupestre, dont les tombes taillées directement dans la roche (présence d'emplacements pour adultes et enfants) datent du XIe siècle et du XIIe siècle.
- Oratoire de la Vierge du XIXe siècle.
- Moulin à vent ayant gardé ses ailes (moulin de la Badelle), bâtiment privé[38].